# Comuna Suplac, Mureș
Suplac (în maghiară: Küküllőszéplak, în germană: Schöndorf) este o comună în județul Mureș, Transilvania, România, formată din satele Idrifaia, Laslău Mare, Laslău Mic, Suplac (reședința) și Vaidacuta.

## Demografie
Componența etnică a comunei Suplac
     Maghiari (49,88%)
     Români (34,64%)
     Romi (10,21%)
     Alte etnii (0,29%)
     Necunoscută (4,98%)
Componența confesională a comunei Suplac
     Reformați (43,82%)
     Ortodocși (39,08%)
     Penticostali (5,23%)
     Baptiști (3,62%)
     Romano-catolici (1,22%)
     Alte religii (1,91%)
     Necunoscută (5,13%)
Conform recensământului efectuat în 2021, populația comunei Suplac se ridică la 2.047 de locuitori, în scădere față de recensământul anterior din 2011, când fuseseră înregistrați 2.249 de locuitori. Cei mai mulți locuitori sunt maghiari (49,88%), cu minorități de români (34,64%) și romi (10,21%), iar pentru 4,98% nu se cunoaște apartenența etnică. Din punct de vedere confesional, cei mai mulți locuitori sunt reformați (43,82%), cu minorități de ortodocși (39,08%), penticostali (5,23%), baptiști (3,62%) și romano-catolici (1,22%), iar pentru 5,13% nu se cunoaște apartenența confesională.

## Politică și administrație
Comuna Suplac este administrată de un primar și un consiliu local compus din 11 consilieri. Primarul, Bela Szakacs[*], de la Uniunea Democrată Maghiară din România, este în funcție din 2008. Începând cu alegerile locale din 2024, consiliul local are următoarea componență pe partide politice:
|  | Partid                                 | Consilieri | Componența Consiliului | Componența Consiliului | Componența Consiliului | Componența Consiliului | Componența Consiliului | Componența Consiliului |
|  | -------------------------------------- | ---------- | ---------------------- | ---------------------- | ---------------------- | ---------------------- | ---------------------- | ---------------------- |
|  | Uniunea Democrată Maghiară din România | 6          |                        |                        |                        |                        |                        |                        |
|  | Uniunea Salvați România                | 2          |                        |                        |                        |                        |                        |                        |
|  | Partida Romilor „Pro Europa”           | 1          |                        |                        |                        |                        |                        |                        |
|  | Partidul Social Democrat               | 1          |                        |                        |                        |                        |                        |                        |
|  | Partidul Național Liberal              | 1          |                        |                        |                        |                        |                        |                        |

## Atracții turistice
- Biserica Unitariană din satul Suplac, construcție 1699
- Monumentul Eroilor din satul Vaidacuta